# Daewoo Matiz
La Matiz è una monovolume compatta prodotta dalla casa automobilistica sudcoreana Daewoo a partire dal 1998. Nasce come erede del modello Daewoo Tico.
In Italia è stata commercializzata dall'estate del 1998 al dicembre 2004 con il marchio Daewoo mentre dal gennaio del 2005 fino al 2010 la Matiz è stata venduta con marchio Chevrolet (dopo l'acquisizione della casa coreana da parte della General Motors). Su vari mercati è stata venduta anche come Chevrolet Spark. Grazie allo stile di Giorgetto Giugiaro la Matiz in Italia ha avuto un buon successo commerciale.
Prodotta in due distinte generazioni sui mercati di tutto il mondo, la piccola utilitaria è stata sostituita nel 2009 dalla nuova Chevrolet Spark mentre solo sul mercato locale quest'ultima ha assunto la denominazione Matiz Creative.

## Il progetto iniziale
La Matiz è il risultato finale del progetto Italdesign Lucciola, sviluppato nel 1992 dagli studi della Italdesign di Giorgetto Giugiaro e presentato al Salone dell'automobile di Ginevra nel 1993. La Lucciola venne proposta al Gruppo Fiat come una ipotetica erede della Cinquecento, dotata di una motorizzazione ibrida realizzata abbinando due motori elettrici da 7 kW ciascuno ad un propulsore diesel due cilindri da 0,49 litri capace di 8 cavalli di potenza massima, carrozzeria tre porte e una grande versatilità di carico. La carrozzeria era realizzata con materiali riciclabili. A causa delle soluzioni fin troppo costose per l'epoca il progetto venne bocciato dalla Fiat e Giugiaro, che aveva iniziato a collaborare con Daewoo disegnando Lanos e Leganza, lo propose alla casa coreana dopo l’interesse suscitato da parte di Who Woo Choonga, all'epoca presidente, il quale era intenzionato a produrre una piccola city car con carrozzeria monovolume e cinque porte per sostituire la vecchia Daewoo Tico.

## Prima generazione (1998-2007)
Il progetto che ha visto nascere la Matiz prese il nome di M Series, iniziale di microcar, seguito dal numero 100 il quale indica la generazione della piccola autovettura (in questo caso il 100 indica la prima generazione). Nel 1997 lo sviluppo della Matiz M100 giunge al termine e la commercializzazione ebbe inizio a partire dal mercato interno dopo la presentazione ufficiale al Salone dell'automobile di Seul. Il modello finale non era molto dissimile nelle forme dalla concept car del 1992 ma per garantire una notevole flessibilità interna era stata rivista, sempre da Giugiaro, la forma della carrozzeria adottando il più classico schema con 5 porte. Questa fu una delle principali caratteristiche che ne decretò il successo anche in Europa. Nonostante le dimensioni contenute in di 3,49 metri la Matiz era omologata per cinque persone, e veniva considerata una mini monovolume. Al momento del debutto era anche disponibile in nove colori diversi.
Il design era caratterizzato dalle forme arrotondate con un frontale a muso corto, senza mascherina. Fanaleria circolare e ampi fascioni paracolpi che erano verniciati solo per le versioni al top della gamma. La fiancata possedeva una leggera nervatura lungo la linea di cintura, passaruota leggermente in rilievo e specchietti retrovisori di forma ovale mentre la coda disponeva della fanaleria di forma ovale che integrava i doppi proiettori circolari, fascioni paracolpi applicati sui paraurti (quasi sempre in tinta con la carrozzeria) e vano portabagagli con soglia di carico ribassata.
La Matiz M100 utilizzava come base una versione rivista della piattaforma della Suzuki Alto poiché la Daewoo era da tempo in joint venture con la casa giapponese Suzuki. Il motore si trovava in posizione trasversale e la trazione era anteriore, le sospensioni, all'avantreno, erano configurate secondo lo schema a ruote indipendenti con montante telescopico MacPherson, barra stabilizzatrice e ammortizzatori idraulici mentre al retrotreno era stato adottato uno schema a ruote interconnesse da un ponte torcente con il braccio longitudinale e ammortizzatori idraulici. L'impianto frenante era composto dai dischi pieni per l'avantreno e dei classici tamburi per il retrotreno. Lo sterzo adottava lo schema a pignone e cremagliera servoassistito (solo per le versioni di punta).
La sicurezza automobilistica veniva garantita dalla presenza di serie del sistema anti bloccaggio delle ruote motrici (ABS) con sensori a quattro uscite e EBD, le barre anti intrusione erano presenti nelle portiere, mentre sulle versioni di punta erano presenti anche gli airbag frontali e gli attacchi isofix. Sottoposta ai crash test Euro NCAP la Matiz prima serie ottenne un risultato di tre stelle su un massimo di cinque. Per l'epoca il risultato fu più che soddisfacente visto il target della vettura. Un caso anomalo fu la seconda serie che totalizzò un punteggio inferiore a causa della maggiore severità dei test.
La Matiz è stata assemblata principalmente a Bupyong in Corea del Sud. Produzioni minori, dedicate ai mercati locali, hanno avuto luogo anche a Varsavia (Polonia), dove il marchio Daewoo ha utilizzato le strutture della FSO, rilevata alla fine degli anni novanta, per produrre la FSO Matiz dal 1999 al 2007, ad Asaka (Uzbekistan) per la UzDaewooAuto Matiz destinata al mercato locale e russo, ad Hanoi (Vietnam), a Craiova (Romania) e a Karachi (Pakistan).

### Gli aggiornamenti e il passaggio al marchio Chevrolet

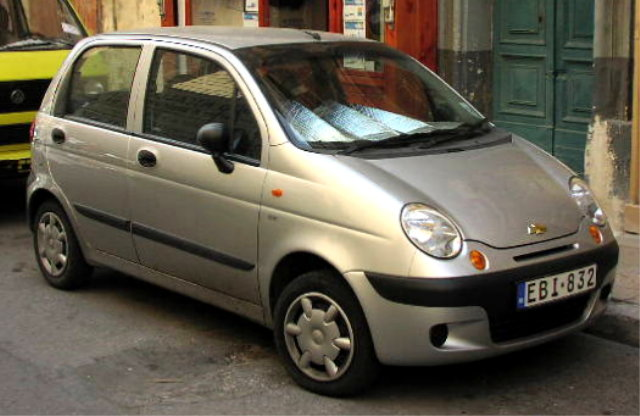
La Chevrolet Matiz M150 ristilizzata

Nel 2001 venne commercializzato il primo restyling curato dal Daewoo Worthing Technical Centre in Inghilterra (progetto M150 dove il numero 150 indica una versione rinnovata facente però sempre parte della prima generazione), che riguardò principalmente l'esterno della vettura. All'anteriore è stata modificata la forma dei proiettori (più allungata) e degli indicatore di direzione, ora rotondi mentre è stato abbassato il corpo del cofano ed è stato ridisegnato il paraurti. Al posteriore è stato ricavato il vano porta targa nel portellone, modificato il taglio dei gruppi ottici con uno spigolo verso l'interno e cambiato il paraurti. All'interno dell'abitacolo sono state ridisegnate le portiere che inglobano i comandi dei vetri elettrici ed è stato aggiunto un portabicchiere nel tunnel centrale, nelle versioni di punta la console centrale era di color simil alluminio satinato e la predisposizione per i fendinebbia. I dati di vendita confermarono il grande successo anche di questa versione: alla fine del 2002 si contano 500.000 Matiz vendute in Europa di cui ben 157.000 in Italia.
Nel 2002 la Daewoo Auto & Technology, investita da una profonda crisi finanziaria, venne acquistata dall'americana General Motors che procedette ad un rinnovamento completo dell'intera gamma di veicoli. Nel febbraio 2003 venne aggiunta una nuova motorizzazione ad arricchire il listino della Matiz: si tratta di un 1.0 alimentato a benzina con quattro cilindri e distribuzione due valvole per cilindro derivato dal 0.8 tre cilindri.
Dal 1º gennaio 2005 l'intera gamma di modelli viene commercializzata nel mercato europeo col marchio Chevrolet. La Matiz prima serie ristilizzata (M150), che alla sua introduzione esibiva il marchio Daewoo, dopo aver portato per oltre due anni il logo aggiornato della GM Daewoo conclude quindi la sua carriera col logo Chevrolet. Della prima serie sono state prodotte 1,4 milioni di Matiz, di cui 215 000 esemplari sono stati venduti solo in Italia.

### Allestimenti
La gamma viene declinata negli allestimenti City, Planet e Star, a cui si aggiunge successivamente la più economica Smile e la versione Van omologata come autocarro a due posti. La ricca dotazione di serie, per gli allestimenti Planet e Star, abbinati ai bassi consumi e al prezzo decisamente concorrenziale, ne decretano il successo in particolare in Italia, dove si ha il maggior numero di Matiz immatricolate a livello europeo. Con il restyling la gamma viene aggiornata e le versioni vengono rinominate in Lucky, Nice e Planet disponibili per il motore 0.8 e Energy e Star per il 1.0. All'inizio del 2004 viene installato sul solo allestimento Star  il tettuccio apribile. È stata prodotta anche una versione in edizione limitata denominata Matiz Cyber Green caratterizzata dalla vernice metallizzata color verde lime.

### Motorizzazioni
La gamma motori si basa su due propulsori: il piccolo tre cilindri, denominato M-Tec (oppure S-Tec dove la M indica mono mentre la S indica single riferiti alla meccanica monoalbero) è stato sviluppato negli anni ottanta in collaborazione con la Suzuki e destinato ai modelli più piccoli delle due case: la Suzuki Alto e la Daewoo Tico, ma venne utilizzato anche per la Matiz poiché sono stati rispettati i parametri anti inquinamento per l'omologazione sui mercati sia europei che asiatici.
Il secondo propulsore era il 1.0 con quattro cilindri; introdotto nel 2003 è stato sviluppato dalla General Motors ed eroga 63 cavalli garantendo costi di gestione bassi e prestazioni leggermente più vivaci rispetto al 0.8. Nel 2001 tutte le Matiz sono state riomologate secondo gli standard della normativa Euro 3.
Nel 2005 venne offerta su tutta la gamma Chevrolet la doppia alimentazione, benzina e GPL, definita Dual Power che prevedeva l'installazione di un impianto a gas multipoint ad iniezione sequenziale fasata dell'italiana BRC Gas Equipment con serbatoio toroidale da 34 litri posizionato al posto della ruota di scorta.
| Modello   | Disponibilità | Motore                       | Cilindrata cm³ | Potenza       | Coppia max              | Emissioni CO2 (g/Km) | 0–100 km/h (secondi) | Velocità max (Km/h) | Consumo medio (Km/l) |
| Matiz 0.8 | debutto       | 3 cilindri in linea, Benzina | 796            | 38 kW (52 CV) | 68,6 N·m @4600 giri/min | 161                  | 17,0                 | 145                 | 16,9                 |
| Matiz 1.0 | dal 2003      | 4 cilindri in linea, Benzina | 995            | 46 kW (63 CV) | 87,3 N·m @4300 giri/min | 157                  | 14,2                 | 155                 | 15,8                 |

## Seconda generazione (2005-2010)
Anticipata dal prototipo Chevrolet M3X Concept esposto al Salone dell'automobile di Parigi nel 2004 la versione definitiva verrà svelata solo nel marzo del 2005 al Salone dell'automobile di Ginevra. La seconda generazione è stata ridisegnata da Giugiaro seguendo però sempre il family feeling introdotto dalla prima serie, ovvero linee morbide e arrotondate. Il frontale stavolta dispone di una fanaleria dalla forma più complessa e di una leggera mascherina che si raccorda con il cofano motore, nei paraurti troviamo una presa d'aria e i fendinebbia (disponibili come optional). La fiancata è stata addolcita e modernizzata, con la linea di cintura che risale verso la vetratura, i retrovisori di forma circolare e i passaruota leggermente in rilievo; la coda invece introduce i fanali di forma circolare, il lunotto concavo e i retronebbia riposizionati sui paraurti inferiori. Le barre sul tetto sono realizzate in plastica e introducono anche una fascia longitudinale in alluminio.
L'interno appare più spazioso, la plancia ridisegnata dispone del quadro strumenti in posizione centrale (come la sua concorrente Lancia Y) mentre dietro al volante troviamo raccolte le spie di servizio. Le plastiche sono di qualità solo modesta ma gli assemblaggi sono stati migliorati rispetto al passato. Un inserto in plastica simil alluminio per la zona centrale rende l'aspetto più piacevole, le bocchette d'aerazione sono di forma circolare, l'autoradio (con lettore di CD ed MP3) e il climatizzatore sono stati alloggiati proprio al di sotto della strumentazione centrale. La tappezzeria è disponibile in diverse colorazioni, il divano posteriore può essere in un unico pezzo o con schienale sdoppiato. Il bagagliaio possiede un volume pari a 170 litri ampliabili fino a 845 con il divano posteriore in posizione reclinata.
Immutata l'architettura meccanica: la nuova generazione (nata dal progetto M200, il 200 indica appunto la seconda serie) utilizza sempre il pianale della Suzuki Alto rivisto però nella geometria delle sospensioni. L'avantreno adotta sempre i classici MacPherson ma l'assetto è stato irrigidito per rendere la guida più precisa e di conseguenza più stabile, al retrotreno invece il ponte torcente è stato ridisegnato in modo da occupare meno spazio al vano bagagli. Il 51% della scocca è realizzato in acciai ad alta resistenza e ciò comporta un aumento della rigidità e una diminuzione del peso di 13 kg.
Per tutte le versioni sono di serie gli airbag frontali e il sistema anti bloccaggio delle ruote (ABS) con l'EBD. La seconda generazione venne sottoposta ai crash test Euro NCAP nel 2005 ottenendo un risultato peggiore della prima generazione, nonostante le migliorie apportate al telaio totalizzando un risultato di sole 2,5 stelle evidenziando una limitata resistenza agli urti laterali. Positivo invece l'impatto pedoni, il nuovo frontale risulta meno aggressivo in caso d'investimento.
Con la seconda serie debutta anche la tanto attesa trasmissione automatica a quattro rapporti con convertitore di coppia per la versione denominata AutoMatiz. La AutoMatiz era disponibile fino al 2007 anche in una versione bifuel alimentata a benzina e GPL.

### Aggiornamenti

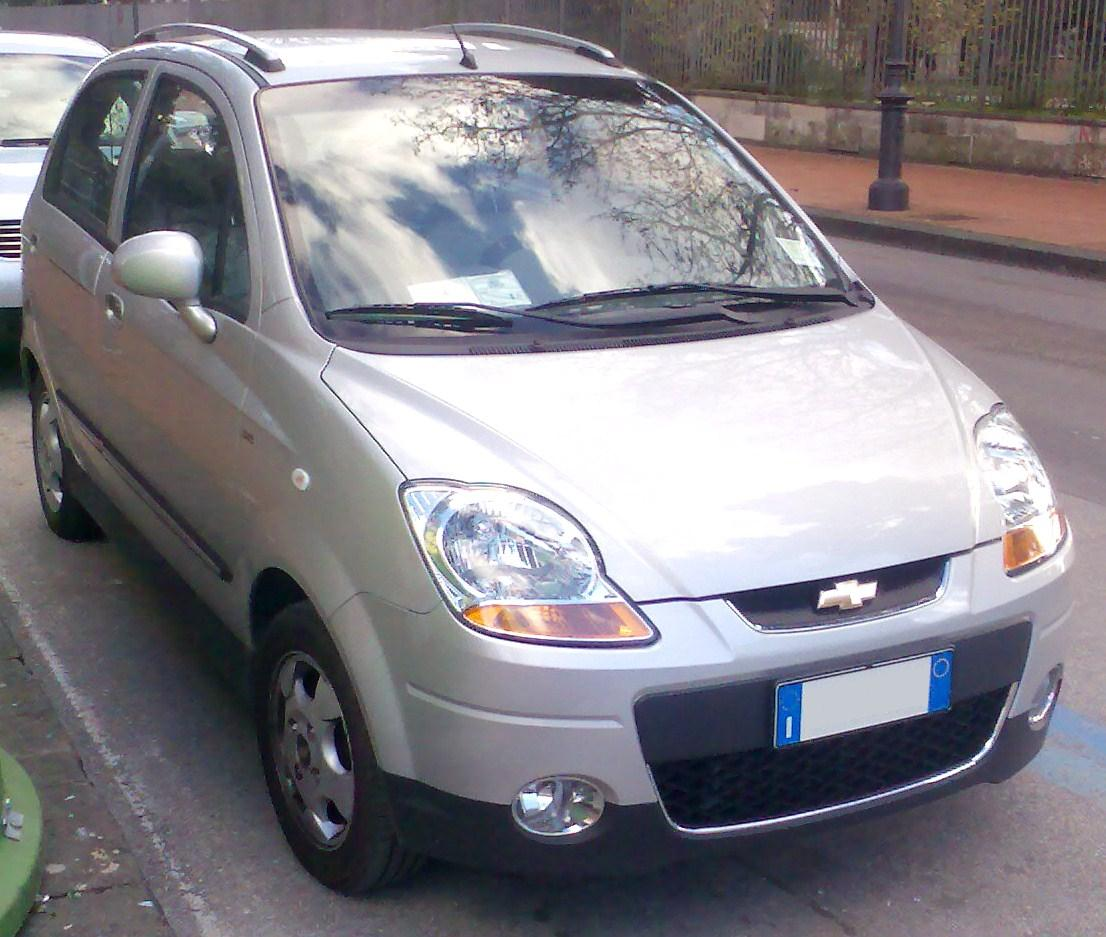
La Chevrolet Matiz M250 ristilizzata

Nel giugno 2007 è stata presentata al Salone dell'automobile di Barcellona la versione M250 oggetto di un leggero aggiornamento estetico; modificato il frontale, paraurti più sportivi con minigonne inferiori e una presa d'aria che incorpora la targa, fanali dallo sfondo differente, mascherina che ingloba il marchio e nuovi disegni dei cerchi in lega. Internamente sono state migliorate le rifiniture con gli assemblaggi e le plastiche sono di qualità più elevata, debuttano nuovi rivestimenti per la selleria ed inedite colorazioni per la carrozzeria. Con la serie M250 debuttano anche le versioni Eco Logic alimentate a gas GPL omologate direttamente dal costruttore in modo da usufruire del massimo degli ecoincentivi governativi.

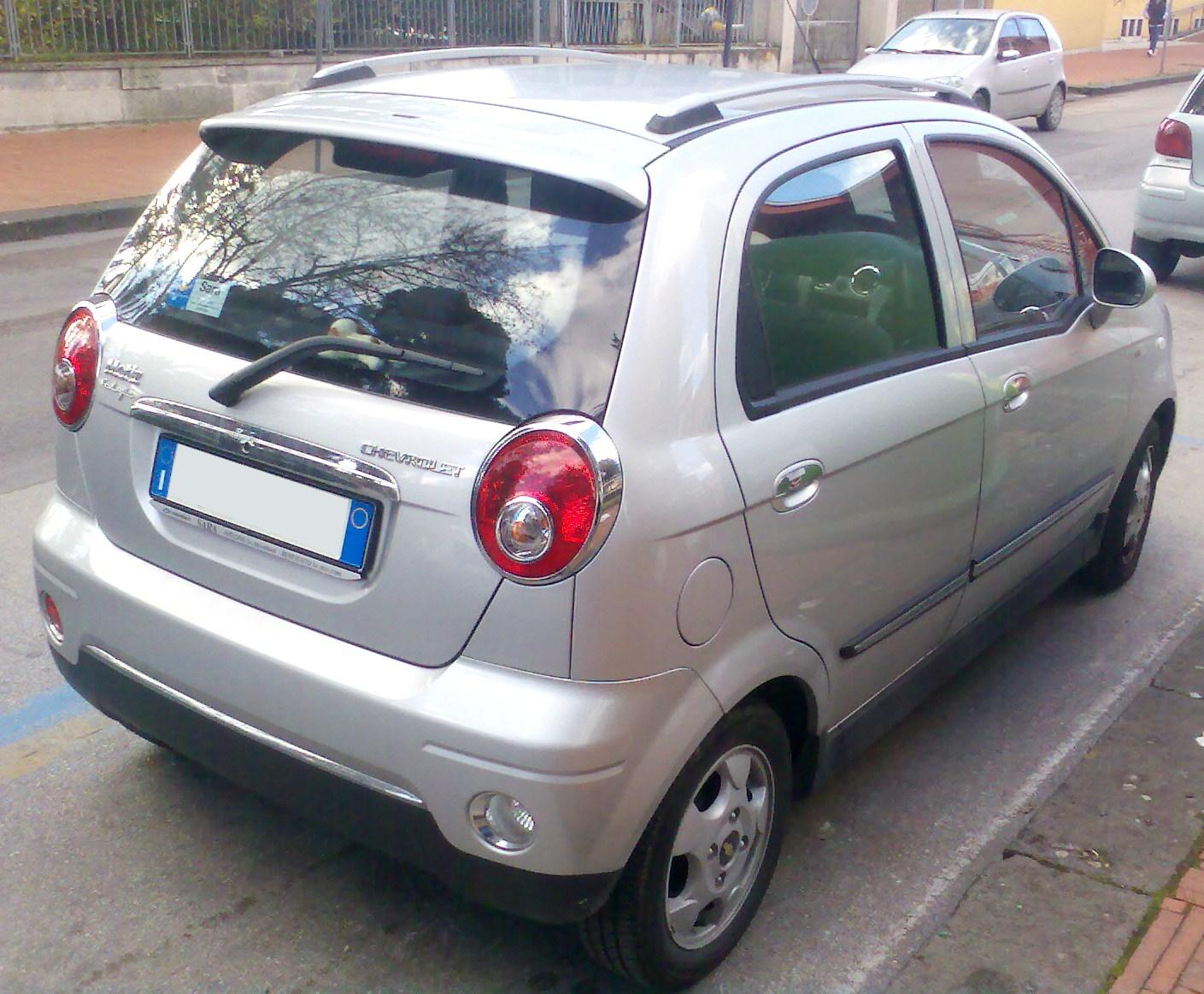
Retro di una Matiz M250

Nel 2008 per festeggiare i dieci anni del modello Matiz la Daewoo ha introdotto in Corea le versioni speciali Matiz 10th Anniversary prodotte in edizione limitata: disponevano di un pacchetto di cromature, rifiniture interne specifiche e cerchi in lega di serie, il tutto abbinato a otto differenti tonalità per la carrozzeria perfettamente aerografate con dei disegni raffiguranti fumetti, dedicati alla clientela giovanile del modello. Sul mercato europeo invece per le Matiz (marchiate Chevrolet) sono state introdotte sulle versioni di punta le cromature esterne lungo le cornici della presa d'aria anteriore, fascioni laterali e contorni dei fari posteriori cromati. Le nuove Matiz cromate sono state realizzate appositamente per andare incontro ai desideri del pubblico femminile. Dal debutto nel 1998 fino al 2008 la Matiz è stata assemblata in oltre 2 milioni e 300 000 esemplari, di cui oltre 500 000 circolano nella sola Corea e circa 300 000 esemplari sono stati venduti in Italia.
Dalla fine del 2009, in contemporanea alla presentazione della nuova generazione M300, la Matiz in Corea del Sud continuerà ad essere prodotta e commercializzata come Matiz Classic.

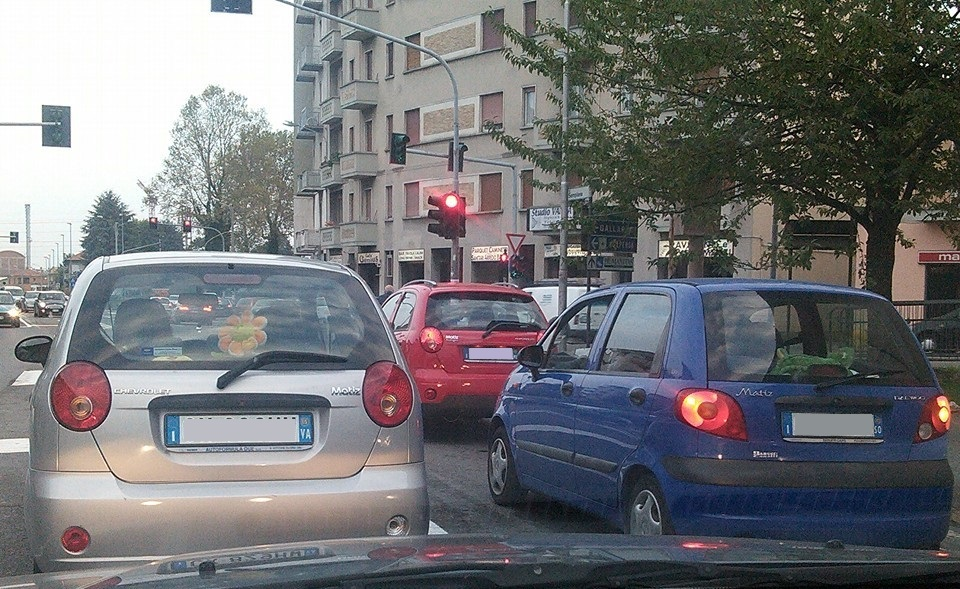
A sinistra (grigio) una Matiz M200, al centro (rosso) una M250, a destra (blu) una M150

### Motorizzazioni
Come motori la seconda generazione dell'utilitaria Matiz dispone dei classici 0.8 e 1.0 già presenti sulla prima serie ovviamente rivisti: le emissioni inquinanti sono state ridotte come i consumi mentre le prestazioni sono sensibilmente migliorate. Al debutto sono stati i primi motori Chevrolet ad essere omologati in Europa come Euro 4. Il 0.8 tre cilindri erogava 52 cavalli e garantiva un consumo pari a 19,2 km/l, mentre il più grande motore 1.0 erogava 66 cavalli per un consumo medio di 17,0 km/l. Il cambio per tutte le versioni era il manuale a 5 rapporti, ma tra gli optional era disponibile anche l'automatico a 4 rapporti abbinato al solo motore 0.8.
L'impianto a gas prodotto dalla BRC era disponibile sin dal debutto nel 2005. Le Matiz Dual Power venivano trasformate in Italia presso gli stabilimenti BRC e godevano di incentivi statali, ma dal 2007 queste versioni sono state omologate direttamente in fabbrica dal costruttore e sono state ribattezzate Eco Logic. L'impianto a gas sfruttava l'iniezione sequenziale multipoint, il serbatoio di forma toroidale veniva installato al posto della ruota di scorta.
| Modello                       | Disponibilità | Motore                           | Cilindrata cm³ | Potenza       | Coppia max              | Emissioni CO2 (g/Km) | 0–100 km/h (secondi) | Velocità max (Km/h) | Consumo medio (Km/l) |
| Matiz 0.8                     | dal debutto   | 3 cilindri in linea, Benzina     | 796            | 38 kW (52 CV) | 71,5 N·m @4400 giri/min | 123                  | 18,2                 | 145                 | 19,2                 |
| Matiz 0.8 Eco Logic/GPL(2006) | dal 2006      | 3 cilindri in linea, Benzina-GPL | 796            | 38 kW (52 CV) | 71,5 N·m @4400 giri/min | 119                  | 18,2                 | 145                 | 13,5                 |
| Auto Matiz 0.8                | dal 2006      | 3 cilindri in linea, Benzina     | 796            | 38 kW (52 CV) | 71,5 N·m @4400 giri/min | 135                  | 21,9                 | 135                 | 17,5                 |
| Matiz 1.0                     | dal debutto   | 4 cilindri in linea, Benzina     | 995            | 49 kW (66 CV) | 91 N·m @4200 giri/min   | 133                  | 14,1                 | 156                 | 17,9                 |
| Matiz 1.0 Eco Logic/dualpower | dal debutto   | 4 cilindri in linea, Benzina-GPL | 995            | 49 kW (66 CV) | 91 N·m @4200 giri/min   | 129                  | 14,1                 | 156                 | 12,5                 |

## LaMatiz Creativeper la Corea

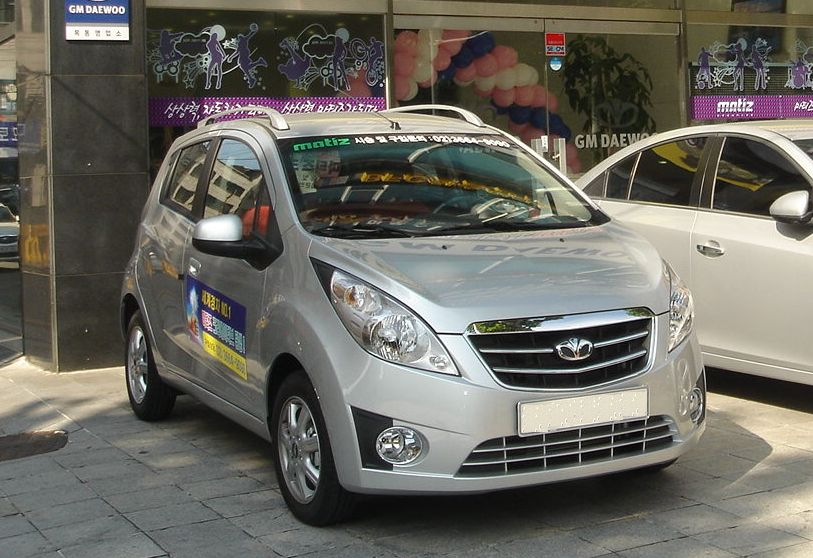
La Daewoo Matiz Creative (M300) venduta solo in Corea. Sui mercati di tutto il mondo viene commercializzata dalla GM come Chevrolet Spark

La Matiz viene sostituita nel 2009 dalla nuova Chevrolet Spark, un modello completamente inedito, realizzato dalla General Motors per essere venduto in tutto il mondo compresi gli Stati Uniti, mercato dove le city car non sono ben viste. La nuova Spark, a differenza delle Matiz, viene realizzata sul nuovo pianale GM Gamma seconda serie, architettura meccanica altamente flessibile progettata per le future vetture compatte del gruppo GM. Sul solo mercato coreano la General Motors ha deciso di mantenere la denominazione Matiz introducendo però la sigla identificativa Creative per sottolineare un certo distacco con la vecchia generazione M250 rimasta in produzione come Matiz Classic.

## Strategie di marketing

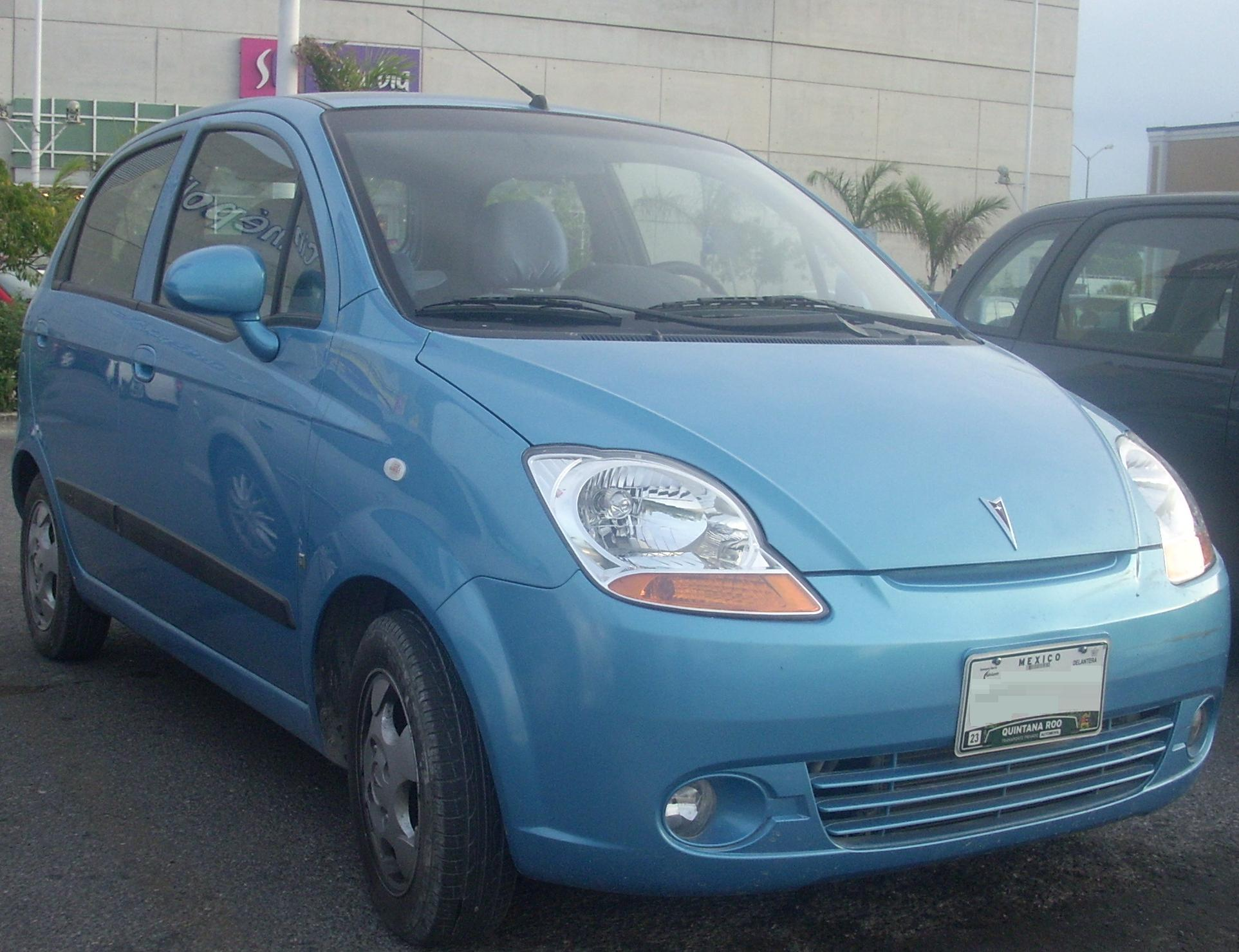
La Pontiac Matiz G2 in Messico

In base alle collaborazioni di Daewoo con altre case automobilistiche e soprattutto in seguito all'acquisizione del marchio stesso da parte di General Motors, la Matiz è stata diffusa in tutto il mondo mutando anche la denominazione originale. Nel mercato europeo è stata inizialmente diffusa come Daewoo Matiz fatta eccezione per la Polonia dove venne commercializzata fino al 2007 con il marchio locale FSO mantenendo il nome Matiz. Dal 2005, in seguito alla riorganizzazione voluta dalla General Motors, in Europa il marchio Daewoo venne rimpiazzato da Chevrolet. Il nome Matiz venne mantenuto in tutto il continente ad esclusione dei paesi dell'ex blocco sovietico dove venne rinominata Spark. In Taiwan venne venduta con il marchio locale Formosa mentre in Messico è stata commercializzata fino al 2009 come Pontiac Matiz G2. Sul mercato coreano la General Motors ha preferito mantenere la rete di vendita Daewoo ribattezzata dalla fine del 2009 GM DAT (General Motors Daewoo Auto & Technology).

## I cloni cinesi

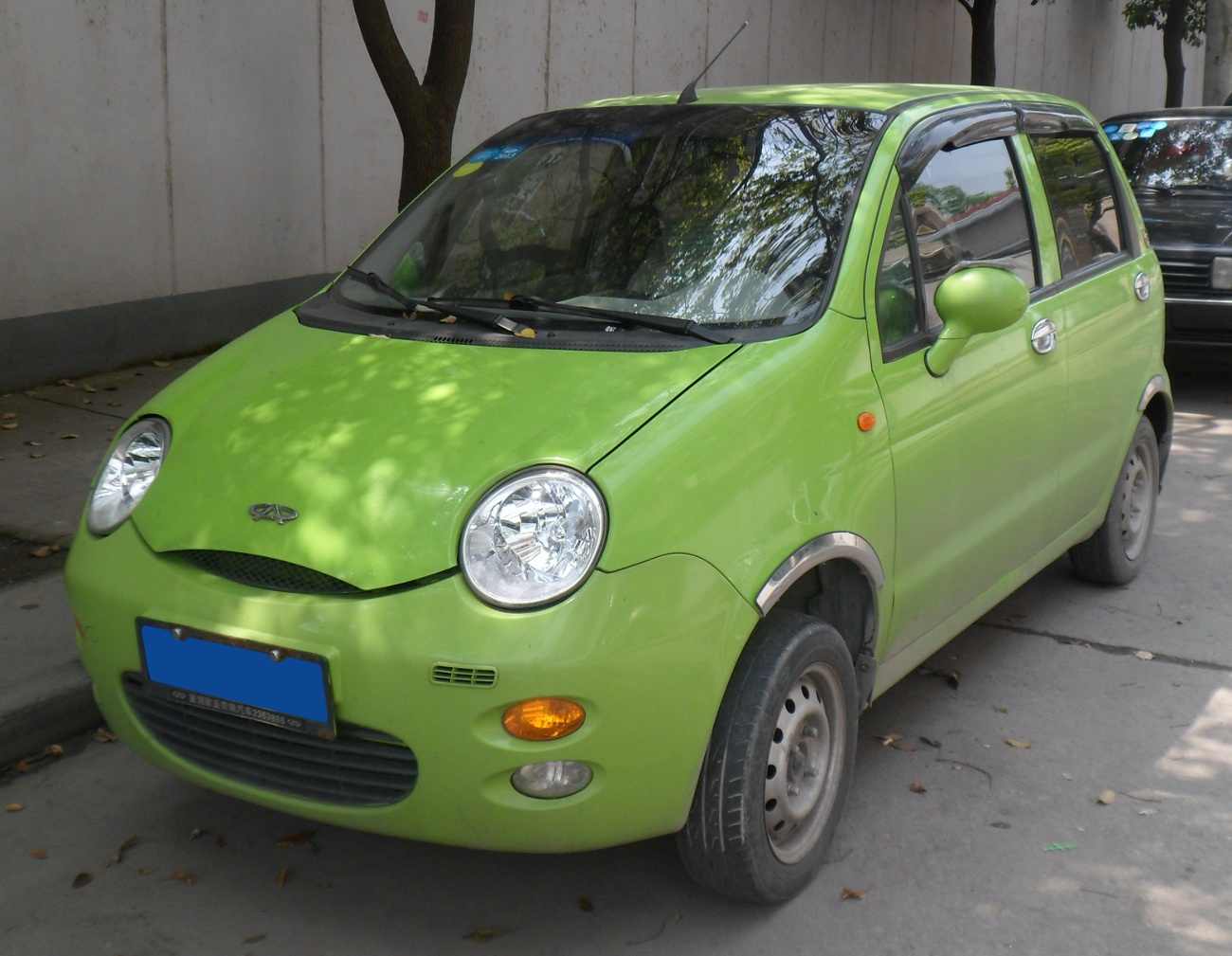
Una Chery QQ, molto simile alla Matiz

Sul mercato cinese la Matiz è al centro di una controversia legale nei confronti del costruttore locale Chery che commercializza la QQ, la cui prima serie era una sorta di clone nelle forme, ma non nella qualità, della piccola coreana. Nel 2008 un'altra casa cinese propose il modello Haima H1 con estetica copiata dalla Matiz prima serie e uniche differenze concentrate nella lunghezza dell'auto (ridotta a 3,35 metri) e nella fanaleria frontale copiata dalla piccola autovettura tedesca, la Smart Fortwo. Nel 2009 l'azienda tedesca Luis AG ha commercializzato in Germania il modello Free, una piccola vettura elettrica prodotta in Cina dal design della carrozzeria ispirato alla prima serie di Matiz.